# Рул (Техас)
Рул (англ. Rule) — місто (англ. town) в США, в окрузі Гаскелл штату Техас. Населення — 561 особа (2020).

## Географія
Рул розташований за координатами 33°10′55″ пн. ш. 99°53′36″ зх. д. / 33.18194° пн. ш. 99.89333° зх. д. (33.181941, -99.893272).  За даними Бюро перепису населення США в 2010 році місто мало площу 1,80 км², уся площа — суходіл.

## Демографія
Згідно з переписом 2010 року, у місті мешкало 636 осіб у 275 домогосподарствах у складі 176 родин. Густота населення становила 352 особи/км².  Було 397 помешкань (220/км²).
Расовий склад населення:
| - 84,3 % — білих - 2,4 % — чорних або афроамериканців - 0,3 % — азіатів - 10,7 % — осіб інших рас |

До двох чи більше рас належало 2,4 %. Частка іспаномовних становила 26,1 % від усіх жителів.
За віковим діапазоном населення розподілялося таким чином: 19,3 % — особи молодші 18 років, 55,5 % — особи у віці 18—64 років, 25,2 % — особи у віці 65 років та старші. Медіана віку мешканця становила 47,9 року. На 100 осіб жіночої статі у місті припадало 92,7 чоловіків;  на 100 жінок у віці від 18 років та старших — 92,1 чоловіків також старших 18 років.
Середній дохід на одне домашнє господарство  становив 47 019 доларів США (медіана — 30 652), а середній дохід на одну сім'ю — 52 180 доларів (медіана — 32 188). За межею бідності перебувало 24,7 % осіб, у тому числі 40,3 % дітей у віці до 18 років та 18,5 % осіб у віці 65 років та старших.
Цивільне працевлаштоване населення становило 217 осіб. Основні галузі зайнятості: сільське господарство, лісництво, риболовля — 21,7 %, освіта, охорона здоров'я та соціальна допомога — 18,4 %, транспорт — 17,1 %.